# Bánde Zoltán
Bánde Zoltán (Ráckeve, 1883. október 27. – ?, 1944) kispesti főrabbi, hittudós.

## Élete
Bánde Illés és Goldner Paula fia. 1897 és 1907 között a budapesti Rabbiképző növendéke volt. 1906-ban avatták bölcsészdoktorrá a budapesti egyetemen, 1908-ban pedig rabbivá. 1908-1912-ig csongrádi, 1912 óta kispesti főrabbiként működött. Jeles hitszónok volt, aki sokat foglalkozott a zsidó nevelésüggyel is. 1944 júliusában Auschwitzba deportálták, 1944-ben halt meg ismeretlen helyen.
Felesége Tafler Olga (1886–?) volt, Tafler Dávid és Adler Cili lánya, akivel 1909. december 26-án Soroksáron kötött házasságot.
Lánya Bánde Zsuzsanna (1913–1944), férjezett Rosenberg Izidorné. A holokauszt áldozata lett.

## Művei
- Juszuf al Baszir Kitab al Muhtavi c. munkája, Budapest, 1906

Cikkeket írt a Magyar-Zsidó Szemlében.